# Estación de Calafell
Calafell es una estación ferroviaria situada en el municipio español de Calafell en la provincia de Tarragona, comunidad autónoma de Cataluña. Dispone de servicios de Media Distancia. Forma parte también de la línea R2 Sur de Cercanías Barcelona. 

## Situación ferroviaria
La estación se encuentra en el punto kilométrico 622,3 de la línea férrea de ancho ibérico que une Madrid con Barcelona a 10 metros de altitud. El tramo es de vía doble y está electrificado. 

## Historia
El ferrocarril llegó a Calafell desde el este, el 16 de abril de 1882 con la apertura del tramo Calafell-Villanueva y la Geltrú de la línea que pretendía unir Barcelona con Valls aunque finalmente se prolongó hasta Picamoixons. Para la construcción de esta línea férrea se creó en 1878 la Compañía del Ferrocarril de Valls a Vilanova y Barcelona. En 1881, la titular de la concesión cambió su nombre a compañía de los Ferrocarriles Directos de Madrid y Zaragoza a Barcelona persiguiendo con ello retos mayores que finalmente no logró alcanzar ya que acabó absorbida por la Compañía de los ferrocarriles de Tarragona a Barcelona y Francia o TBF en 1886. Esta a su vez acabó en manos de la gran rival de Norte, MZA, en 1898. MZA mantuvo la gestión de la estación hasta que en 1941 se produjo la nacionalización del ferrocarril en España y todas las compañías existentes pasaron a integrarse en la recién creada RENFE. 
Desde el 31 de diciembre de 2004 Renfe Operadora explota la línea mientras que Adif es la titular de las instalaciones ferroviarias.

## La estación
La estación se encuentra al sur del centro urbano muy cerca de la zona de playa. Es un coqueto edificio de dos plantas y disposición lateral a las vías que conserva en un frontón que corona el edificio el escudo de la MZA. Dispone de dos andenes laterales al que acceden dos vías. Los andenes están parcialmente cubiertos con marquesinas. Un paso subterráneo y otro a nivel permite el cruce de vías.
Cuenta con venta de billetes, taquillas, cafetería, aparcamiento y conexión con la red de autobuses urbanos e interurbanos y servicio de taxi.

## Servicios ferroviarios

### Media Distancia
Gracias a sus trenes Regionales Renfe Operadora presta servicios de Media Distancia cuyos destinos principales son Reus, Tarragona, Lérida y Barcelona.
| Línea MD | Trenes   | Origen/Destino   |  | Destino/Origen | Equivalente Rodalies de Catalunya |
| -------- | -------- | ---------------- |  | -------------- | --------------------------------- |
| 35       | Regional | Lérida Tarragona |  | Barcelona      |                                   |
| 35       | Regional | Lérida           |  | Barcelona      |                                   |

### Cercanías
Forma parte de la línea R2 sur de Cercanías Barcelona operada por Renfe Operadora.
| << cabecera                    | < estación             | línea | estación >        | cabecera >>                   |
| ------------------------------ | ---------------------- | ----- | ----------------- | ----------------------------- |
| Rodalies de Catalunya de Renfe |                        |       |                   |                               |
| San Vicente de Calders         | San Vicente de Calders |       | Segur de Calafell | Barcelona-Estación de Francia |